# Zielonki (powiat buski)
Zielonki – wieś w Polsce, położona w województwie świętokrzyskim, w powiecie buskim, w gminie Solec-Zdrój. Leży przy drodze krajowej nr 79.
| SIMC    | Nazwa  | Rodzaj    |
| ------- | ------ | --------- |
| 0271472 | Sznury | część wsi |

W latach 1975–1998 miejscowość należała administracyjnie do województwa kieleckiego.
Zielonki-Parcela, Zielonki-Wieś